# Hypoleria karschi
Hypoleria karschi är en fjärilsart som beskrevs av Richard Haensch 1903. Hypoleria karschi ingår i släktet Hypoleria och familjen praktfjärilar. Inga underarter finns listade i Catalogue of Life.